# Hippadenella inerma
Hippadenella inerma is een mosdiertjessoort uit de familie van de Buffonellidae. De wetenschappelijke naam van de soort is voor het eerst geldig gepubliceerd in 1909 door Calvet.